# 惠比壽 (東京都)

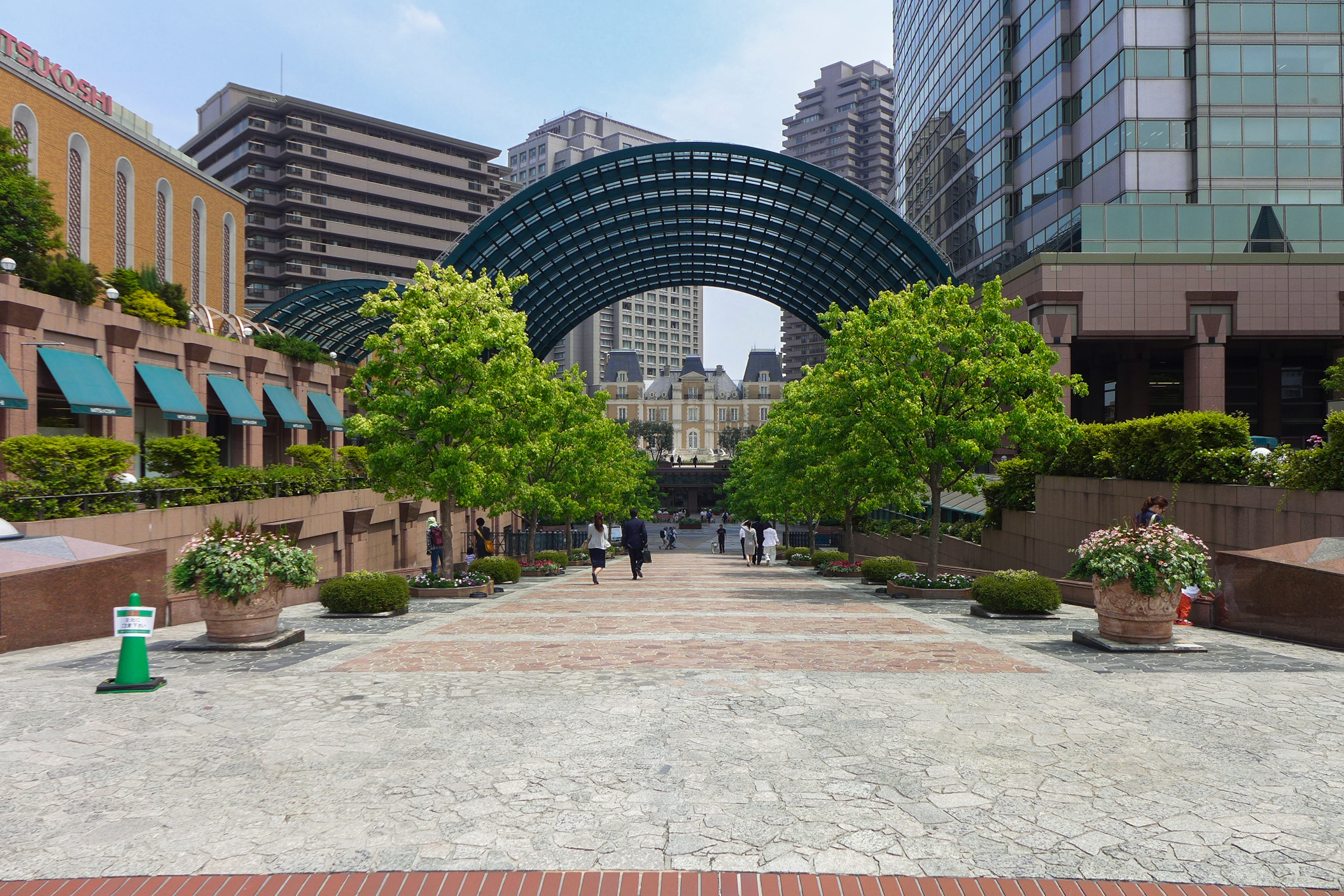
惠比壽花園廣場

惠比壽（日语：／ Ebisu */?）是日本東京都澀谷區其中一個區域、町名。現在的町名為惠比壽一丁目至四丁目。
地下鐵日比谷線・山手線・埼京線設有惠比壽站。位於西面的東急東橫線代官山站亦在歩行距離内。

## 概要
「惠比壽」町域是在JR惠比壽站東部，一般所稱的惠比壽還包含惠比壽站西部的「惠比壽西」、「惠比壽南」、和目黑區三田部分地區。
惠比壽的地名源自「惠比壽啤酒」。作為札幌啤酒的據點，區內仍存有「啤酒廣場」、「啤酒坂」、「啤酒橋」等地名。
1994年（平成6年）、在啤酒工廠舊址的再開發事業「惠比壽花園廣場」開業，大幅改變本地市容。

## 地理
澀谷區澀谷地域最東、最南部，與港區（白金、白金台、南麻布）、品川區（上大崎）、目黑區（三田）相鄰。
河川、橋
- 澀谷川
  - 惠比壽橋
  - 新橋
  - 新豐澤橋
  - 天現寺橋
- JR路廊上
  - 惠比壽南橋（日语：恵比寿南橋）（通稱：美國橋）

## 历史

### 江戶時代
周邊地區在江戶時代被稱為下澀谷村、三田村，是介在澀谷川與三田用水之間的農村，大名下屋敷所在地。

### 明治以後
1887年（明治20年），日本麥酒釀造會社（札幌啤酒前身）在此設立工場，2年後的1890年（明治23年）發售「惠比壽啤酒」。隔年1891年（明治24年），為了啤酒搬運設，日本鐵道品川線（現在的山手線）開設貨物站，名為「惠比壽停留所」。
1906年（明治39年），同名客運站開業，車站東側往白金方向，也就是現在的巴士通沿線，在1928年（昭和3年）設立新町「惠比壽通1、2丁目」。之後經歷多次改名與區劃整合後形成現在的地名。

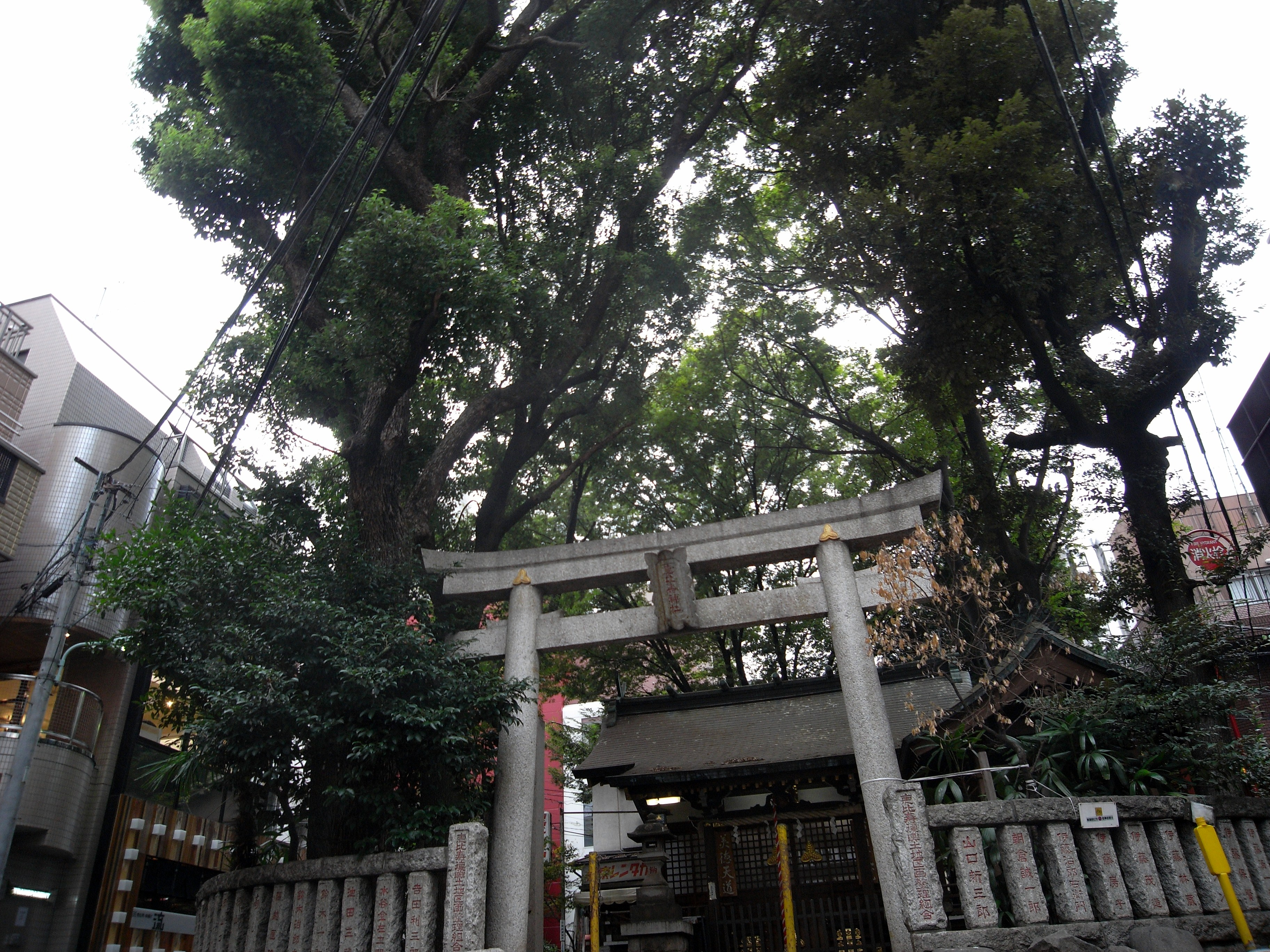
惠比壽神社

### 戰後
現在惠比壽的町域範圍是1966年實施住居表示時確定的。啤酒工場在1988年（昭和63年）移至千葉縣，舊址再開發為惠比壽花園廣場。札幌啤酒的總部也位於這裡。

### 地名變遷
現在的惠比壽一丁目是山下町，惠比壽二丁目是新橋町與豐澤（とよさわ）町，惠比壽三丁目是伊達（だて）町，惠比壽四丁目是景丘（かげおか）町。
伊達町的名稱是源自於宇和島藩下屋敷。景丘過去稱為欠塚（かけづか），現在相關地名有加計塚（かけづか）小學校。其他舊地名來自町會名（豐澤町會、伊達町會）。惠比壽二丁目交差點是「伊達坂」頂點，又稱「伊達坂上」。現在依然有兒童遊園、公寓使用伊達町、豐澤町命名。

### 地名由來
源自「惠比壽啤酒」。

## 觀光

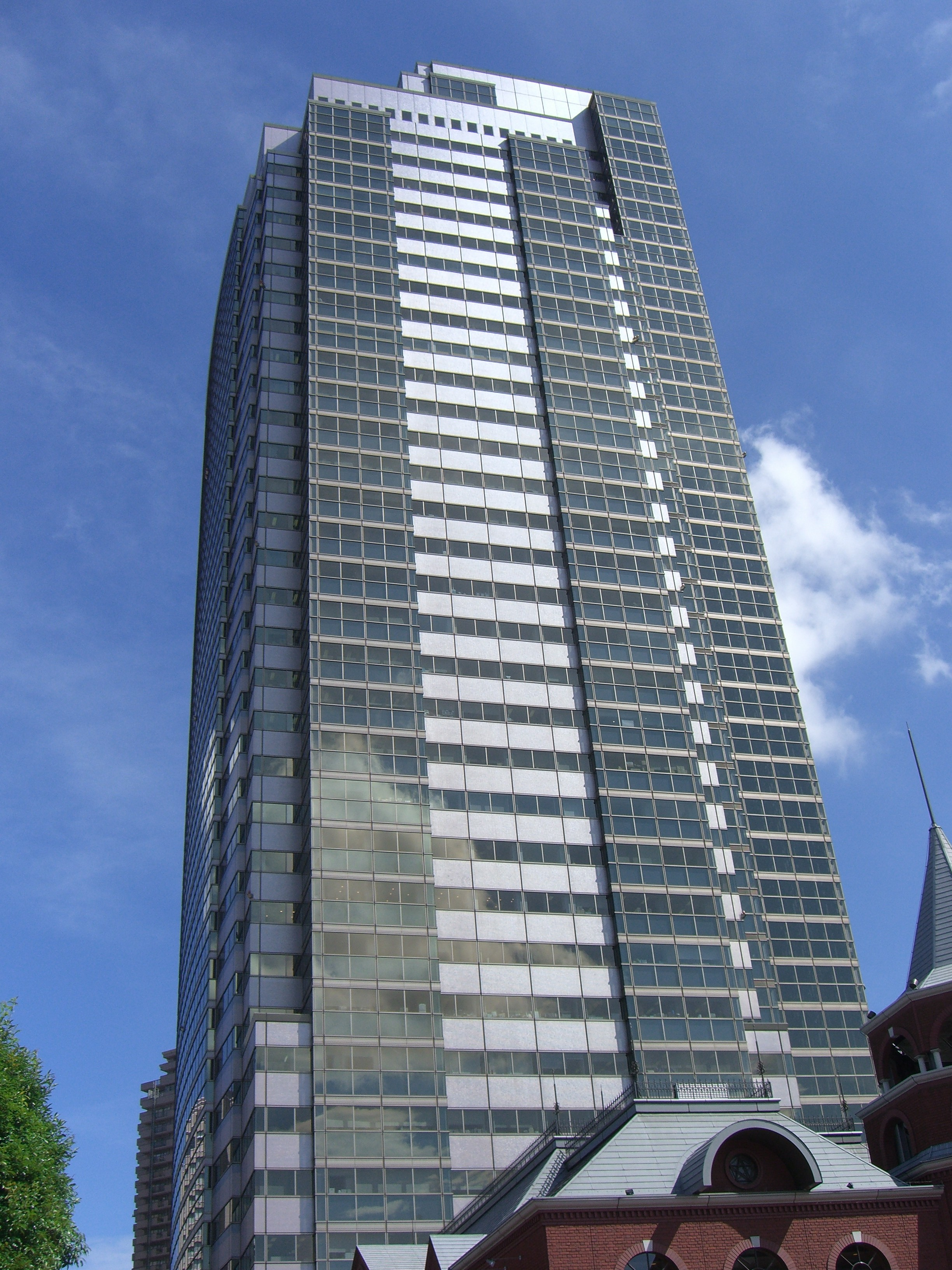
惠比壽花園廣場塔

景點
- 惠比壽花園廣場

## 地域
公園
- 惠比壽東公園
- 美國橋公園
- 景丘公園
- 豐澤兒童公園

教育
- 澀谷區立加計塚小學校
- 慶應義塾幼稚舍（日语：慶應義塾幼稚舎）

設施
- 澀谷區立新橋區民會館
- 澀谷區立惠比壽社會教育館
- 日佛會館（日语：日仏会館）
- 東京都立廣尾醫院（日语：東京都立広尾病院）

企業
- 札幌控股（日语：サッポロホールディングス）
- 札幌啤酒本社
- POKKA札幌食品與飲料（日语：ポッカサッポロフード&ビバレッジ）（舊札幌飲料）東京本社
- JACCS（日语：ジャックス (信販)）（ジャックスカード）本部
- WANI BOOKS（日语：ワニブックス）本社
- atre本社
- cent.FORCE（日语：セント・フォース）本社
- DMM.com 本社

## 交通
鐵路
- JR惠比壽站（■山手線、■埼京線、■■湘南新宿線）- 設有出入口。（所在地：惠比壽南）

道路
- 東京都道305號芝新宿王子線
- 東京都道416號古川橋二子玉川線（駒澤通）
- 東京都道418號北品川四谷線（外苑西通）

首都高速道路、出入口
- 首都高速2號目黑線

## 外部連結
惠比壽 （页面存档备份，存于） 東京旅遊官方網站